# Annona holosericea
Annona holosericea Saff. – gatunek rośliny z rodziny flaszowcowatych (Annonaceae Juss.). Występuje naturalnie w południowym Meksyku, Salwadorze, Hondurasie, Nikaragui oraz Kostaryce. 

## Morfologia
PokrójZimozielone drzewo dorastające do 7 m wysokości. Młode pędy są owłosione.
LiścieMają okrągławy lub odwrotnie owalnie okrągławy kształt. Mierzą 4–18,5 cm długości oraz 4,5–13,5 cm szerokości. Są owłosione od spodu. Nasada liścia jest prawie zaokrąglona. Wierzchołek jest tępy. Ogonek liściowy jest owłosiony i dorasta do 5–10 mm długości.
KwiatySą pojedyncze. Rozwijają się w kątach pędów. Działki kielicha mają owalny kształt i dorastają do 6 mm długości, są owłosione. Płatki mają owalny kształt. Są pomarańczowego lub czerwonego koloru. Osiągają do 30 mm długości.
OwoceTworzą owoc zbiorowy. Mają kulisty kształt. Są omszone. Osiągają 4 cm średnicy. Mają pomarańczową barwę. Owocnia ma wierzchołek w kształcie elastycznej igły o długości 6 mm.

## Biologia i ekologia
Rośnie w lasach zrzucających liście. Występuje na wysokości do 800 m n.p.m. Kwitnie od maja do czerwca, natomiast owoce pojawiają się od czerwca do listopada.